# Référendum constitutionnel turc de 2010
Un référendum constitutionnel s'est déroulé en Turquie le 12 septembre 2010. Les questions portaient sur l'amendement de plusieurs articles de la  Constitution turque de 1982, afin de la rapprocher de celles d'États plus démocrates. Le scrutin est boycotté par plusieurs partis. Le « oui » l'emporte nettement, avec toutefois des disparités selon les régions.
Le vote se déroule exactement 30 ans après le coup d'État du 12 septembre 1980 en Turquie.

## Contexte
Le référendum se déroule dans un contexte de difficultés pour le gouvernement et le parti au pouvoir, l'AKP. Celui-ci avait largement gagné les élections législatives de 2007 avec 47 % des voix, mais n'en a ensuite remporté que 39 % lors des élections municipales de 2009. En 2008, le parti avait manqué de peu d'être interdit par la Cour constitutionnelle pour des activités jugées « anti-laïques », alors que le gouvernement entendait autoriser le port du voile dans les universités. Les prochaines élections législatives se dérouleront au plus tard en juillet 2011.

## Amendements
La réforme consiste en 26 amendements à la Constitution. Elle vise à réduire les pouvoirs de l'armée, l'actuelle constitution ayant été adopté en 1982, à la suite du coup d'État militaire de 1980. La réforme pourrait permettre d'attaquer en justice les auteurs du coup d'État. Elle a aussi pour objet de mettre le pays en conformité avec les exigences de l'Union européenne. Des amendements accroissent aussi les droits des citoyens : ils concernent le droit à la vie privée, la levée des restrictions aux voyages et encore l’extension des droits de l’enfant et de la femme. La discrimination positive pour les femmes est également instaurée. La réforme vise également à réduire l'implication du pouvoir judiciaire dans la politique.

## Campagne
La réforme constitutionnelle est proposée par référendum par le gouvernement turc, dirigé par Recep Tayyip Erdoğan. Son parti, l'AKP (libéral-conservateur), soutient la réforme. Selon eux, la réforme rapproche la Turquie de l'Union européenne, accroît les droits des citoyens, et diminue les pouvoirs de l'armée. Ils arguent que les réformes en matière de justice renforce la démocratie et ne mettent pas la laïcité du pays en danger.
En revanche, les partis d'opposition, le Parti républicain du peuple (laïc et de gauche) et le Parti d'action nationaliste (laïc et nationaliste), appellent à voter « non », bien qu'ils soutiennent un certain nombre d'amendements accroissant les droits des citoyens. Selon eux, les amendements réduisant le pouvoir de la justice et de l'armée mettent en danger la laïcité du pays, alors que ces deux institutions sont garantes de la laïcité.
L'opposition pro-Kurdes, dont le principal parti, le Parti de la société démocratique, a été interdit par la justice en 2009, appelle à boycotter le scrutin, celle-ci estimant que la réforme ne renforce pas les droits de la minorité kurde.

## Résultats
Les bureaux de vote ont été ouverts de 8 à 17 heures (heure locale).
Le oui l'emporte largement dans le pays, mais le non est largement majoritaire dans les régions où l'opposition laïque est fortement implantée. C'est notamment le cas dans les provinces de Kırklareli et de Edirne, où le non remporte plus de 70 % des voix. Le non l'a emporté dans 19 des 81 provinces du pays. La participation a été faible dans les provinces où vit la minorité kurde, alors que les partis kurdes avaient appelé au boycott ; elle est comprise entre 10 et 60 % selon les provinces. La participation dépasse 80 % dans 49 des 81 provinces.  
| Choix                     | Votes      | %     |
| ------------------------- | ---------- | ----- |
| Pour                      | 21 787 244 | 57,88 |
| Contre                    | 15 586 793 | 42,12 |
|                           |            |       |
| Votes valides             | 37 644 037 | 98,11 |
| Votes blancs et invalides | 725 062    | 1,89  |
| Total                     | 38 369 099 | 100   |
| Abstention                | 13 682 729 | 26,29 |
| Inscrits/Participation    | 52 051 828 | 73,71 |

## Réactions
Le Premier ministre Recep Tayyip Erdoğan déclare le soir du scrutin : « Le vainqueur, aujourd’hui, c’est la démocratie turque ». Il affirme que cette victoire est un atout dans la candidature de la Turquie à l’Union européenne. Le dirigeant du CHP, Kemal Kılıçdaroğlu, déclare quant à lui que le gouvernent Erdogan recherchait à prendre le contrôle du pouvoir judiciaire. Le chef du MHP, Devlet Bahçeli, a affirmé que la Turquie allait vers des moments sombres.
Selon le commissaire européen à l'Élargissement Štefan Füle, cette réforme marque un pas dans la bonne direction. Thorbjørn Jagland, le secrétaire général du Conseil de l'Europe, indique que la réforme rapproche la Turquie des pratiques et des standards européens. Le ministre des Affaires étrangères allemand Guido Westerwelle déclare que cette réforme de la Constitution est un nouveau pas important de la Turquie vers le chemin de l'Europe.